# Naokos Lächeln (Film)
Naokos Lächeln (jap. ノルウェイの森, Noruwei no Mori; engl. Titel Norwegian Wood) ist ein japanischer Film des Regisseurs Trần Anh Hùng aus dem Jahr 2010. Er basiert auf dem gleichnamigen Roman Naokos Lächeln von Haruki Murakami.

## Handlung
Toru Watanabe ist ein ruhiger und ernster junger Mann in den späten 1960er Jahren der Studentenrevolten in Tokio. Sein persönliches Leben gerät nach dem Verlust seines besten Freunds Kizuki, der aus unerklärlichen Gründen Selbstmord begangen hat, in Aufruhr. Toru tritt in eine Tokioter Universität ein, um seinem bisherigen Leben zu entfliehen. Durch Zufall trifft er bei einem Spaziergang Kizukis Ex-Freundin Naoko, und sie kommen einander näher. Toru, Naoko und Kizuki kannten sich schon seit ihrem dritten Lebensjahr, und sie verband eine innige Liebe und Vertrautheit. Naoko ist immer noch durch den Verlust von Kizuki am Boden zerstört und in tiefer Depression. Toru schläft mit Naoko an ihrem 20. Geburtstag. Kurz darauf geht Naoko in ein Sanatorium in der Nähe von Kyoto, das in einer abgelegenen Waldlandschaft liegt. Toru wird von dieser Situation gequält, da er noch tiefe Gefühle für Naoko hegt, die sie aber nicht in der Lage ist, zu erwidern. Toru sieht überall den Einfluss des Todes auf sein Leben, während Naoko sich fühlt, als sei ein wesentlicher Bestandteil von ihr für immer verloren gegangen. Toru setzt sein Studium fort, und im Frühjahrssemester trifft er die attraktive Kommilitonin Midori, die alles verkörpert, was Naoko nicht ist: extrovertiert, lebhaft und äußerst selbstbewusst. Die Geschichte begleitet nun Toru, wie er zwischen den beiden Frauen in seinem Leben hin- und hergerissen ist und zwischen seiner Vergangenheit und seiner Zukunft wählen muss.

## Veröffentlichung
Naokos Lächeln feierte seine Premiere bei den Internationalen Filmfestspielen von Venedig im September 2010 im Wettbewerb um den Goldenen Löwen. Am 11. Dezember 2010 kam er in die japanischen Kinos. Der Film startete am 30. Juni 2011 in den deutschen Kinos.

## Rezeption
Ralf Blau vom Filmmagazin Cinema gab dem Film die Bestnote und bezeichnete ihn als „melancholisches Meisterwerk von bestechender Schönheit und Klarheit“. Es gelinge dem Regisseur „meisterhaft, die einfache Sprache des Buches in ebenso sinnliche wie poetische Bilder zu übertragen“. Das Lexikon des Internationalen Films schrieb: „Der ruhig entwickelte, zwischen poetischen Naturaufnahmen und realistischer Erkundung des Lebensalltags angesiedelte Film erzählt von der Schönheit wie Gefährdung der Jugend und spiegelt metaphorisch zugleich die Befindlichkeit einer ganzen Generation.“ Julia Teichmann von der katholischen Filmzeitschrift film-dienst lobte insbesondere die Musik sowie die Kameraführung. Kostüm und Ausstattung seien detailgenau den 1960er Jahren nachempfunden. Generell erhielten die Kameraführung von Mark Li Ping Bing und der musikalische Beitrag von Jonny Greenwood sehr gute Kritiken. Björn Becher von Filmstarts.de lobte zudem die Leistung der Hauptdarsteller. Allerdings falle es dem Zuschauer schwer, eine Bindung zu den Figuren aufzubauen und die Gefühle nachzuvollziehen, da die Szenen zu abgehackt wirkten. Heiko Thiele von Filmreporter.de bewertete den Film negativ. So sei die schauspielerische Leistung zwar sehr gut und auch die Bilder seien beeindruckend, allerdings lasse der Regisseur die Geschichte durch seine Erzählweise langweilig wirken. Von Mark Schilling von der Japan Times wurde der Film mit 2,5 von 5 Sternen mäßig bewertet. Gelobt wurde insbesondere die Leistung von Eriko Hatsune als Nagasawas Ex-Freundin. Peter Bradshaw vom britischen Guardian besprach den Film als „sinnlich“ und „wunderschön“. Insgesamt vergab er 4 von 5 Sternen.

„Obwohl über zwei Stunden lang, versammelt der Film nur Bruchstücke von Murakamis Roman, doch die Splitter sind so vollkommen geschliffen, dass sie dennoch bis ins Herz schneiden. In Leid könne sich Schönheit verbergen, sagt Tran über sein Werk. Die Bedeutung seiner Worte zeigt Naokos Lächeln.“

„Alles prima, alles gut. Doch kommt man als begeisterter Murakami-Leser etwas enttäuscht aus dem Kino und weiß nicht so richtig warum. Vielleicht hat man sich selbst schon viel zu sehr ein eigenes Bild von der Geschichte gemacht. Vielleicht ist der Film zu episch, zu langatmig, zu schwer zu verdauen. Oder ist es das traurige Sujet des Films, das einen selbst noch lange mittrauern lässt?“

„Norwegian Wood ist auf jeden Fall sehenswert, aber nicht der erwartete große Wurf. Das liegt an der Inszenierung von Anh Hung Tran, die nie eine stimmige Linie findet und zu stark zwischen den verschiedenen Storyversatzstücken mäandert, was zudem in einem viel zu weinerlichen Finale gipfelt. Ein Glück, dass zumindest der Soundtrack so eindrucksvoll geraten ist, dass man sich von der bebilderten Musik phasenweise einfach nur treiben lassen kann.“

## Auszeichnungen
Dubai International Film Festival 2010
- Muhr AsiaAfrica Best Composer für Jonny Greenwood

Asian Film Awards 2011
- Asian Film Award in der Kategorie Beste Kamera für Mark Li Ping-Bin
- Nominierung in der Kategorie Beste weibliche Hauptrolle für Rinko Kikuchi
- Nominierung in der Kategorie Bestes Kostüm für Yen-Khe Luguern

## Soundtrack
Die Musik des Films stammt von dem Radiohead-Mitglied Jonny Greenwood sowie von der deutschen Band Can.
Außerdem spielt der Titel Norwegian Wood (This Bird Has Flown) der Beatles eine wichtige Rolle im Film. Diese Musik ist bereits im Roman der Anlass zur Erinnerung an die Ereignisse in den 60er Jahren und gab die Vorlage zum Originaltitel des Films.
| Nr. | Titel                                                               |
| --- | ------------------------------------------------------------------- |
| 1   | Mōsukoshi jibun no koto, kichinto shitai no                         |
| 2   | Sōgen, Kaze, Zōkibayashi                                            |
| 3   | Mary, Mary So Contrary (vom Can-Album Monster Movie)                |
| 4   | Mata ai ni kurukara ne                                              |
| 5   | Toki no senrei o ukete inai mono o yomu na                          |
| 6   | Reiko                                                               |
| 7   | Bring Me Coffee or Tea (vom Can-Album Tago Mago)                    |
| 8   | Naoko ga shinda                                                     |
| 9   | Iiko dakara damattete                                               |
| 10  | Ate monaku arukimawatta                                             |
| 11  | 1/4-tone bloom                                                      |
| 12  | Don’t Turn the Light On, Leave Me Alone (vom Can-Album Soundtracks) |
| 13  | Watashi o toru toki wa watashi dake o totte ne                      |
| 14  | Hageshii genchō                                                     |